# Parc régional de Val-d'Irène
Le parc régional de Val-d'Irène est un parc régional québécois voué à la mise en valeur d'une montagne qui culmine à 685 m. Il est situé à Sainte-Irène dans la vallée de la Matapédia.

## Localisation
Sainte-Irène est dans la MRC de La Matapédia au Bas-Saint-Laurent. Le parc régional de Val-d'Irène est 400 km à l'est  de Québec, 100 km de Rimouski et 350 km à l'ouest de Gaspé.

## Activités
L'attraction principale du parc est sa station de ski comportant 26 pistes de ski alpin et de planche à neige réparties sur deux versants (nord et sud). Les amateurs des sports de glisse ont aussi accès à un secteur hors-piste, la zone blanche.  Il y a aussi des pistes de raquettes et ski de fond ainsi que de la glissade sur tubes. 
Pendant la saison estivale on peut y pratiquer le vélo de montagne, que ce soit le cross-country ou la descente, de superbes sentiers sont entretenus par les adeptes du coin.
L'automne est la saison idéale pour faire de la randonnée pédestre à Val-D'Irène. La période des couleurs débute vers la mi-septembre. Au sommet de la montagne un belvédère permet d'admirer un paysage typiquement matapédien.
Val-D'Irène est aussi un arrêt favori des motoneigistes et des vétéistes (VTT).

## Aqua-Neige
L'Aqua-Neige est une compétition où il faut traverser le lac Picalo d'une longueur de 65 m en skis ou en planche après avoir atteint une vitesse en descendant d'une dénivellation de 700 pieds.  Un véritable festival s'est développé autour de la compétition.